# Паулино, Марилейди
Марилейди Паулино (исп. Marileidy Paulino; род. 25 октября 1996, Низао, Перавия) — доминиканская легкоатлетка, олимпийская чемпионка 2024 года, двукратный серебряный призёр летних Олимпийских игр 2020 года, двукратная чемпионка мира в смешанной эстафете 4×400 м (2022) и в беге на 400 метров (2023).

## Биография и спортивная карьера
Родилась в 25 октября 1996 года в городе Низао, провинция Перавиа, Доминиканская Республика.
Спортом начала заниматься в школьные годы. Занималась волейболом и гандболом, но потом окончательно выбрала легкую атлетику.
Ее семья была бедной, и первое время легкой атлетикой занималась босиком. С 2021 года она изучает физическое воспитание в Автономном университете Санто-Доминго.
Она капрал Доминиканских ВВС.
В 2015 году частвовала в III Молодежных играх Доминиканской Республики, завоевав серебряную медаль на 100 м с результатом 12,70, представляя свою провинцию Перавиа.
В 2016 году на чемпионате NACAC среди юношей до 23 лет в Сан-Сальвадоре, заняла пятое место в беге на 100 м со временем 12,02 в забегах и пятое в финале с временем 11,98. Она бежала 24,43 в предварительном забеге на 200 м и 24,00 в финале, заняв шестое место.
В 2017 году участвовала в Летней Универсиаде в Тайбэе на дистанции 200 метров, где она показала результат 24,13, финишировав 13-й, и 23,95, заняв 11-е место в полуфинале, но не прошла в финал. Также участвовала в эстафете 4х100 метров, но ее команда была дисквалифицирована в предварительном раунде.
В 2019 году участвовала в чемпионате мира, но не смогла пробиться в финал. В том же году на Всемирных военных играх выиграла две серебряные и две бронзовые медали. Она участвовала в беге на 200 м, получив в квалификации 23,58 в забегах, 23,46 в полуфинале и показав 23,18 в финале, выиграв серебряную медаль.
В 2020 году Паулино была удостоена награды как «Спортсмен года» национальной федерации легкой атлетики.
На Олимпийских играх 2020 года в Токио завоевала две серебряные медали в беге на 400 метров и в смешанной эстафете 4х400 метров.
Она стала первой доминиканской спортсменкой, выигравшей более одной медали на Олимпийских играх. Она бежала с фразой «Бог — моя надежда. Аминь», написанной на ее кроссовках.
В 2023 году на чемпионате мира по лёгкой атлетике в Будапеште Паулино выиграла золото в беге на 400 метров с национальным рекордом 48,76.
На Олимпийских играх 2024 года в Париже 9 августа выиграла золото на дистанции 400 метров с лучшим результатом сезона в мире 48,17 сек, что стало новым олимпийским рекордом и рекордом Северной и Центральной Америки. Это была 4-я в истории золотая олимпийская медаль для Доминиканской Республики и первая, завоёванная женщиной. Паулино также стала первой спортсменкой в истории Доминиканской Республики (как среди женщин, так и мужчин), кто выиграл более 2 олимпийских медалей.